# Boarmia piperitaria
Boarmia piperitaria là một loài bướm đêm trong họ Geometridae.